# Dimitrios Laskaris Leontaris
Dimitrios Laskaris Leontaris oder Leontarios (griechisch: Δημήτριος Λάσκαρις Λεοντάρης; † 6. September 1431) war ein byzantinischer Staatsmann und Militärführer des frühen 15. Jahrhunderts. Er diente unter den Kaisern Manuel II. Palaiologos (reg. 1391–1425) und Johannes VIII. Palaiologos (reg. 1425–1448).

## Frühe Lebensjahre
Über das frühe Leben von Dimitrios Laskaris Leontaris ist kaum etwas bekannt. Lediglich der Historiker Doukas berichtet, dass Leontaris in den 1390er-Jahren als Offizier in der Morea und in Thessalien mit Auszeichnung diente.
Erstmals tritt Leontaris im Jahr 1403 in den historischen Quellen in Erscheinung. Als enger Vertrauter und zuverlässiger Gesandter von Kaiser Manuel II. Palaiologos begleitete er Johannes VII. Palaiologos nach Thessaloniki, der zweitwichtigsten Stadt des Byzantinischen Reiches, welche Johannes VII. von Manuel als halbautonomes Apanage zugewiesen worden war. Leontaris blieb in Thessaloniki und fungierte dort als Berater Johannes’ VII. sowie als Verbindungsmann zu Manuel II., bis zum Tod Johannes’ im Jahr 1408.
Anschließend setzte Manuel II. Leontaris als Erzieher und Regenten für seinen jungen Sohn, Despot Andronikos Palaiologos, ein, der Johannes VII. als Gouverneur von Thessaloniki nachfolgte.
Leontaris blieb bis etwa 1415/16 als de facto Gouverneur in Thessaloniki. In dieser Zeit flohen der osmanische Prinz Düzmece Mustafa und Junayd von Aydın nach einem gescheiterten Versuch, die europäischen Besitzungen des Osmanischen Reiches von Mehmed I. (reg. 1413–1421) zu erobern, in die Stadt. Mehmed forderte die Auslieferung der Rebellen, doch Leontaris verwies ihn an Kaiser Manuel II. in Konstantinopel. Schließlich wurde ein Abkommen geschlossen: Mustafa wurde auf der byzantinischen Insel Limnos ins Exil geschickt, Junayd nach Konstantinopel verbracht. Im Gegenzug verpflichtete sich Mehmed I. zur Zahlung eines jährlichen Tributs von 300.000 Aspers. Leontaris begleitete Mustafa persönlich auf dem Schiff nach Konstantinopel.

## Spätere Jahre
Ende 1420 bzw. Anfang 1421 sowie erneut im Mai 1421 wurde Dimitrios Laskaris Leontaris von Kaiser Manuel II. Palaiologos mit diplomatischen Missionen zu Mehmed I. entsandt, da Gerüchte über einen bevorstehenden osmanischen Angriff auf Konstantinopel zunahmen. Die erste Begegnung fand während einer Bosporus-Überquerung Mehmeds statt. Leontaris, an der Spitze einer Gruppe byzantinischer Aristokraten und Beamter und mit Geschenken ausgestattet, empfing Mehmed im konstantinopolitanischen Vorort Koutoulos (vermutlich das heutige Kurtuluş) und begleitete ihn nach Diplokionion (heute Beşiktaş), wo der Kaiser und seine Söhne in ihrer Galeere warteten.
Die zweite Begegnung war eine offizielle Gesandtschaft zum Sultanshof in Adrianopel im Mai 1421. Sie stand möglicherweise im Zusammenhang mit einer angeblichen Änderung in Mehmeds Testament, wonach Manuel II. als Vormund seiner beiden jüngeren Söhne eingesetzt werden sollte. Leontaris wurde freundlich empfangen, doch die Verhandlungen kamen durch Mehmeds Tod am 21. Mai 1421 zum Erliegen. Um einen erneuten Thronfolgestreit zu verhindern, wurde der Tod des Sultans zunächst geheim gehalten, und Leontaris wurde faktisch unter Hausarrest gestellt. Erst mit Mühe gelang es ihm, vom Tod Mehmeds zu erfahren und diese Nachricht nach Konstantinopel zu übermitteln.
Nach Mehmeds Tod gewann die kriegerische Fraktion am byzantinischen Hof an Einfluss, angeführt von Johannes VIII. Palaiologos, dem Sohn und Mitkaiser Manuels II., der daraufhin die effektive Staatsführung an Johannes abtrat In der Folge ließ Leontaris Mustafa und Junayd aus ihrem Exil frei. Mustafa wurde byzantinische Unterstützung zugesichert, falls er im Gegenzug die strategisch bedeutende Festung Gallipoli übergeben würde. Mit byzantinischer Hilfe gelang es Mustafa, Gallipoli zu erobern und kurzfristig die Kontrolle über die europäischen Gebiete des Osmanischen Reiches zu gewinnen. Als Leontaris jedoch entsandt wurde, um die Übergabe Gallipolis einzufordern, verweigerte Mustafa die Herausgabe. Schließlich wurde Mustafa im Frühjahr 1422 von Murad II. besiegt, von seinen Anhängern verlassen, gefangen genommen und hingerichtet.
Leontaris erscheint erneut im Jahr 1427, als er die byzantinische Flotte in ihrem letzten Seesieg bei der Schlacht von den Echinaden gegen die Truppen von Carlo I. Tocco (reg. 1411–1429) befehligte. Anschließend zog er sich in ein Kloster zurück, nahm den monastischen Namen Daniel an und starb vermutlich am 6. September 1431. Er wurde im Petra-Kloster in Konstantinopel beigesetzt. Die bedeutenden Theologen Markos Eugenikos und Gennadios Scholarios verfassten Grabreden zu seinen Ehren.

## Familie
Über die Herkunft von Dimitrios Laskaris Leontaris ist nur wenig bekannt. Die Geschichte seiner Nachkommen ist jedoch in einer Reihe von Familienchroniken aus dem 15. Jahrhundert dokumentiert.
- Demetrios Laskaris Leontaris (* um 1360er-Jahre; † 6. September 1431)

Sein Sohn:
- John Laskaris Leontaris (* um 1380er-Jahre; † 9. Januar 1437), war General und Gouverneur von Selymbria. Er war verheiratet mit Maria Laskarina Leontarina († 16. Januar 1450) und Verfasser der zweiten Familienchronik, die die Geburt seiner zwölf Kinder dokumentiert.[1][15]

Kinder von John Laskaris Leontaris und Maria Laskarina Leontarina:
1. Anna Laskarina Leontarina (* 21. November 1408?; † vor 1434)[16]
2. Demetrios Leontaris (* 30. Oktober 1413; † vor 1434)[16]
3. Eirene Leontarina (* 25. Januar 1415; † vor 1434)[16]
4. Euphrosyne (* 11. Juni 1416; † vor 1434)[16]
5. Demetrios Laskaris Leontaris (* 12. November 1418; † nach 1475), Verfasser der dritten Familienchronik, in der die Tode seiner Mutter und seiner Ehefrau festgehalten sind.[17] Nach dem Fall von Konstantinopel war er als Kopist in Süditalien tätig.[18]
  - Verheiratet mit Euphrosyne Palaiologina Leontarina († 30. März 1455?), Tochter von Demetrios Palaiologos Metochites[19]
  - Aus dieser Ehe gingen drei Töchter und ein Sohn hervor[19]
6. Manuel Bryennios Leontaris und Georgios Bryennios Leontaris (* 20. Dezember 1420; † vor 1434)[17]
7. Theodoros Leontaris (* 3. Dezember 1424)[17]
8. Michael Leontaris (* 23. Mai 1426; † nach 1462), unternahm mit seinem Bruder Demetrios Laskaris zwischen 1459 und 1462 Reisen durch Westeuropa.[17][20]
9. Eirene Leontarina (* 23. Juni um 1430)[17]
10. Theodora Leontarina (* 20. Oktober um 1430; † vor 1434)[21]
11. Manuel Leontaris (* 5. Februar 1434)[17]

Ein weiterer, anonymer Verwandter:
- Anonymer Leontaris (* um 1360er-Jahre; † nach 1437), vermutlich ein Bruder von Demetrios Laskaris Leontaris. Er war Verfasser der ersten Familienchronik, die die Tode seines Bruders Demetrios sowie seines Neffen Johannes dokumentiert.[22]